# Божоле

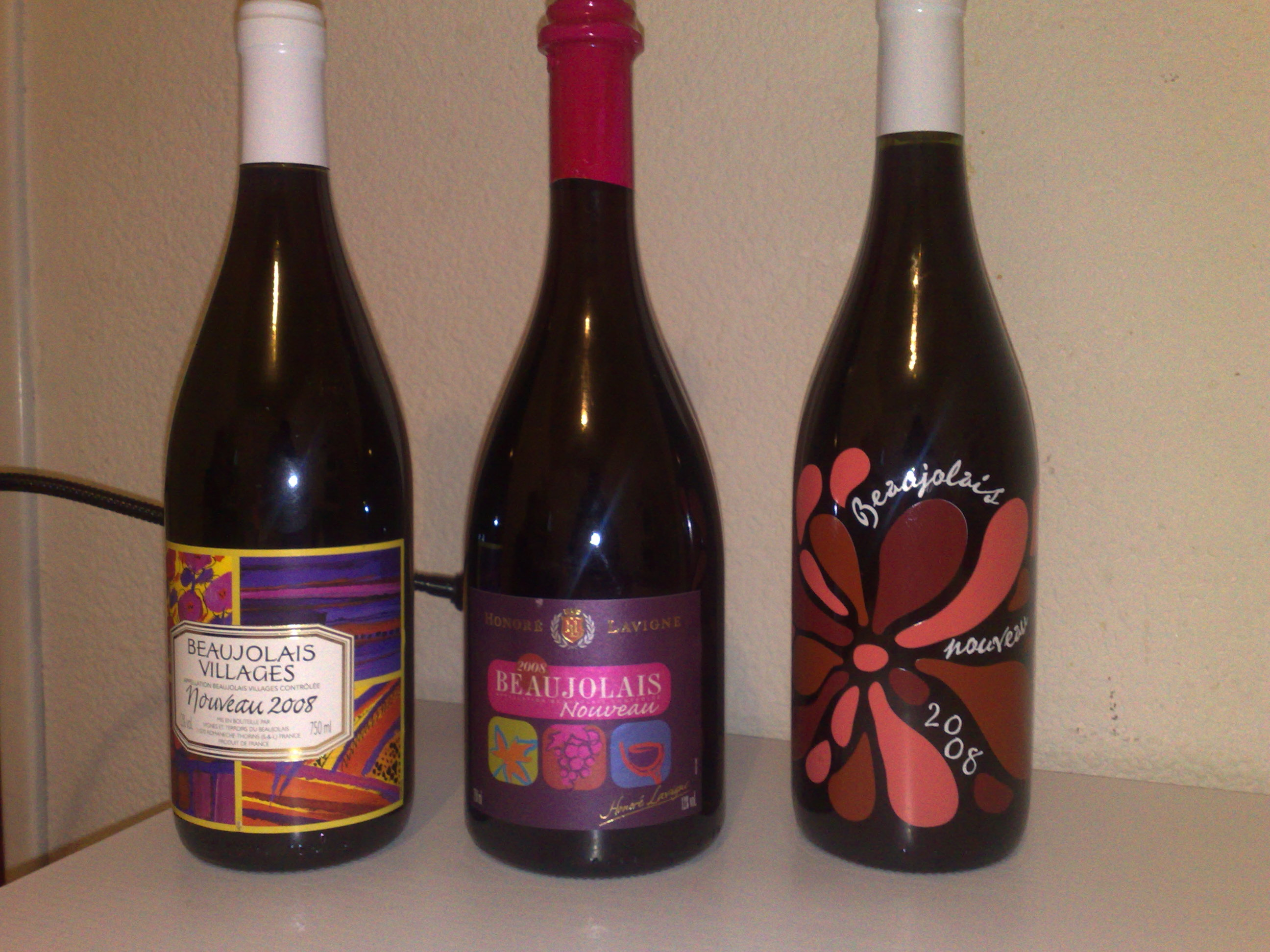
Божоле

Божоле́ (фр. Beaujolais) — французьке вино, яке отримують у регіоні Божоле.

## Етимологія
Назва походить від колишньої середньовічної столиці Божо (фр. Beaujeu).

## Географія
Регіон Божоле розташований на півдні Бургундії, починаючи від кордону з Макон і майже до воріт Ліона. Простягається на 60 км вздовж південної частини однойменного гірського ланцюга, який вкритий похмурими лісами з каштана і сосни і захищає район від вологих вітрів. У Божоле розрізняють два райони: Верхнє Божоле (північ) з гранітно-сланцевими ґрунтами і Нижнє Божоле (південь) з глиняними і вапняними ґрунтами які займають територію 22 000 га.

## Клімат
Клімат на території неоднорідний — тут змішуються континентальний, атлантичний і середземноморський повітряні потоки. Погода часто і несподівано міняється. В той же час гірничо-горбиста природа оточення Божоле пом'якшує найрізкіші кліматичні перепади. Річна норма опадів в Божоле становить близько 750 мм.

## Виноградники

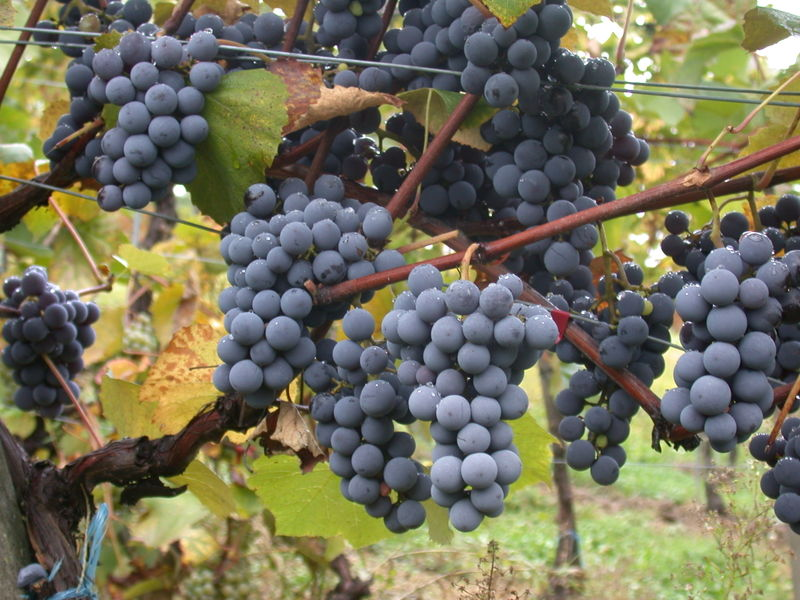
Гаме

Ексклюзивний сорт винограду в Божоле — Чорний Гаме. Законодавством також дозволені інші сорти: Шардоне, Аліготе, Мелон, Піно (Pinot).
Гаме відноситься до еколого-географічної групи західноєвропейських сортів винограду. Кущі средньорослі. Листя середнє, округле, з пласкою поверхнею, знизу частково опущене. Визріла лоза жовто-коричневого кольору. Грона дрібна, циліндроконічні, крилаті, щільні. Ягоди середні, круглі, темно-сині. Шкірка міцна, вкрита сизуватим восковим нальотом. М'якоть ніжна, соковита, безбарвна. Смак простий. Використовується для приготування сухих червоних вин, ігристих виноматеріалів, а також виноградного соку. Шпалерами місцеві виноградарі не користуються, кожна лоза отримує власну підпору. Після досягнення 10-річного віку їх формуванням більше не займаються, просто обв'язують вербовою лозиною.
- Божоле (Beaujolais)

Вина цього найменування втілюють всю специфіку виноробницької традиції Божоле. Це вина, які можна пити протягом всього року, постійно насолоджуючись їх ароматичною насиченістю і вишуканим смаковим букетом з квітковим і фруктовим ароматом.
- Божоле Віллаж (Beaujolais Village[fr])

Обсяг виробництва становить 25 % від загального в Божоле. Частина цього вина продається молодим під назвою Божоле Віллаж Нуво. Красивого кольору червоної черешні, з переважаючим відтінком чорної смородини і суниці. Гармонійне і приємне на смак.
- Бруї (Brouilly[fr])

Розташований у підніжжя гори Бруї — найкрупніший виноградник зі всіх Крю Божоле, займає територію 1200 га. Вино густого рубінового кольору з ароматом червоних ягід, сливи, персика, а також мінеральним присмаком. Відрізняється яскравим кольором, міцністю і щільністю.
- Шена (Chénas[fr])

Найрідше зі всієї гамми Крю Божоле, було улюбленим вином Людовика XIII. Кольору рубіна з гранатовим відтінком, міцне, з квітковим і лісовим ароматом, щедре вино, що має ніжний присмак.
- Ширубль (Chiroubles[fr])

Вишукане, ніжне і елегантне, вино має яскраво-червоний колір, в його ароматі змішуються запахи півонії, конвалії і фіалки. Тонке, з яскраво вираженим фруктовим присмаком — це одне з найтиповіших вин Божоле.
- Кот-де-Бруї (Côte-de-brouilly[fr])

Виноградник розкинувся на сонячних схилах гори Мон Бруї. Вино з витонченим смаком, пурпурного кольору, із змішаним ароматом свіжого винограду і іриса повинно бути витримано для досягнення найвищого рівня смакових якостей.
- Флері (Fleury)

Вино спокушає своєю елегантністю, ароматами квітів і фруктів: іриса, фіалки, троянди, персика, чорної смородини і червоних ягід. Це вино красивого яскраво-червоного кольору вважається найбільш жіночим зі всіх Крю Божоле. Можливо це пов'язано з Мадонною Флері, яка спостерігає за виноградниками з вершини свого пагорба.
- Жульєна (Juliénas[fr])

Повне енергії вино яскраво-рубінового кольору, цінується як молодим, так і витриманим протягом декількох років.
- Морґон (Morgon[fr])

Щільна і спокуслива смакова насиченість. Вино має темно-гранатовий колір і аромат стиглих кісточкових фруктів: черешні, персика, абрикоси, сливи.
- Мулен-а-Ван (Mouline a Vent)

«Сеньйор всіх Божоле» був названий так на честь старовинного вітряного млина, розташованого на одному з горбів Романеш-Торена. Це вино темно-рубінового кольору, міцне, з ароматами іриса, троянди, прянощів і стиглих фруктів.
- Реньє (Regnie[fr])

Саме юне з Крю Божоле, було кваліфіковане лише в 1988 році. М'яке вино кольору черешні з фіолетовим відтінком, з приємним смаком і ароматом порічки, ожини і малини.
- Сент-Амур (Saint-Amour[fr])

Виноградник, який виробляє Крю з такою чарівливою назвою, є найпівнічнішим в області, він майже цілком розташований на території департаменту Сона і Луара (фр. Saône-et-Loire). Отримуване вино — живе, тонке, має колір рубіна, аромат кірша, прянощів і резеди; воно володіє ніжним і гармонійним смаком.

## Виробництво
Божоле виробляють методом «вуглецевої мацерації». Зібрані грона винограду не пресують, а цілком поміщають на п'ять днів в невеликі чани. Відбувається мацерація — бродіння усередині неушкоджених ягід в результаті контакту соку з шкіркою. Через п'ять днів виноград, що заграв, пресують, після чого бродіння продовжується. Приблизно через місяць молоде вино «Божоле нуво» (фр. Beaujolais Nouveau) готове.

## Свято Божоле
Традиція святкування «Божоле Нуво» виникла в XIX столітті і мала під собою комерційну основу. Вино з винограду гаме помітно поступається якістю напоям з Бургундії і Бордо. Божоле не пристосоване до довгого зберігання, зате дозріває швидше і саме у молодому віці відрізняється багатим смаковим і ароматичним букетом. Враховуючи ці обставини винарі Божоле пустилися на вигадку: вони вирішили щорік відзначати свято вина нового врожаю. Рекламний хід виявився вдалим і привів до істотного збільшення зростання продажів, а свято прижилося.
1967 рік — дата початку продажу Божоле Нуво (опівночі 15 листопада) встановлена законодавчо. Дотримувалися цієї дати до 1985 року, за єдиним винятком: 1977 року кліматичні умови завадили вчасно зібрати врожай. У 1985 році для зручності винарів дату продажу Божоле було вирішено перенести на третій четвер листопада.
Свято молодого Божоле — день, коли це вино з'являється в меню ресторанів і на прилавках магазинів, — відзначають у всьому світі в третій четвер листопада. А на батьківщині знаменитого напою, в містечку Божо, першу пляшку відкривають рівно опівночі — після дванадцятого удару дзвону церкви Святого Миколи. За тиждень до свята в кафе і ресторанах вивішують яскраві плакати з написом «Le Beaujolais Nouveau est arrivé!» («Божоле нуво прибуло!»).
Молоде вино яскраве, сильне, завзяте. Пригощання має бути йому до пари — просте і невигадливе. Ідеально підходять легкі закуски, сири, прості сільські страви — паштет з дичини, гратен, пиріг з цибулею.